# Esher
Esher – miasto w Wielkiej Brytanii, w Anglii, w regionie South East England, w hrabstwie Surrey, położone na wschodnim brzegu rzeki Mole. W 2001 r. miasto to zamieszkiwało 8387 osób.
Z Esher pochodzi Lily James, brytyjska aktorka.